# Sorcière blanche (Narnia)
 (octobre 2017).
Si vous disposez d'ouvrages ou d'articles de référence ou si vous connaissez des sites web de qualité traitant du thème abordé ici, merci de compléter l'article en donnant les références utiles à sa vérifiabilité et en les liant à la section « Notes et références ».
Pour l’article homonyme, voir La Sorcière blanche.
Jadis, également appelé La Sorcière blanche, est un personnage de la saga Le Monde de Narnia écrite par C.S. Lewis, et principal antagoniste de l'histoire. Cette sorcière dotée de pouvoirs considérables, cherche à régner sur le Royaume fictif de Narnia.
Dans le film Le Monde de Narnia : Le Lion, la Sorcière blanche et l'Armoire magique et ses suites, la Sorcière blanche est interprétée principalement par Tilda Swinton.

## Description
La Sorcière blanche appelée aussi Jadis est comme son nom l'indique une sorcière cruelle et diabolique habillée principalement en blanc.
On la reconnaît principalement à ses vêtements blancs, sa chevelure blonde, sa peau froide et ses yeux verts. Elle possède un sceptre magique qui a le pouvoir de transformer en pierre. La sorcière blanche est obsédée par une seule idée : éliminer les quatre enfants pour empêcher la prophétie de se réaliser.
Selon la prophétie quatre enfants, deux fils d'Adam et deux filles d'Eve, arriveront à Narnia pour vaincre la sorcière au bout de la centième année de son règne.
Elle instaure une dictature totalitaire ainsi qu'un froid d'hiver éternel. Elle interdit aussi la fête de Noël.
Elle est vaincue lors de la bataille de Beruna par le lion Aslan, mais réapparaît à plusieurs reprises dans la saga. Son but est de revenir à la vie en se nourrissant d'êtres humains.
Dans le deuxième film Le Monde de Narnia : Le Prince Caspian elle apparaît emprisonnée dans la  glace, cherchant à se libérer en se nourrissant d'êtres humains, mais elle n'est pas l'antagoniste principale.
Dans le troisième film Le Monde de Narnia : L'Odyssée du Passeur d'Aurore, nos héros sont appelés à Narnia pour combattre un maléfice et sauver des vies humaines, et il s'agit d'un autre coup de la Sorcière Blanche.   
Dans Le Monde de Narnia 4 : Le Fauteuil d'Argent, la dame à la robe verte est soupçonnée d'avoir toujours été la Sorcière blanche, cela peut s'appuyer sur le fait que l'interprète du personnage Barbara Kellerman est la même actrice à avoir incarné la sorcière blanche dans la version BBC. 
Dans Le Neveu du Magicien : Jadis fut réveillée d'un long sommeil par Digory Kirke dans un château en ruine, dans un monde mourant. Digory la trouva magnifique, mais Polly Plummer la trouva inquiétante. Alors que le château royal menaçait de s'écrouler, Jadis emmena Polly et Digory hors du château. Elle leur fit découvrir Charn, son royaume, et raconta qu'elle avait tué tous les hommes, toutes les femmes, tous les enfants, et toutes les bêtes de Charn, en ne prononçant qu'un seul mot, lorsqu'elle eut perdu une guerre civile l'opposant à sa propre sœur. Ce qui signifie l’ampleur de ses pouvoirs magiques. Elle sema la pagaille sur Terre, lorsqu'elle arriva à y entrer, par une inadvertance de Digory.
Elle arriva à Narnia grâce aux bagues des enfants, et vit la Création de Narnia. Elle mangea une pomme qui lui promit une vie éternelle, et s'enfuit peu après de Narnia.

## Inspiration
C.S Lewis s'est inspiré de Chioné, la déesse grecque de l'hiver, et aussi des Gorgones, sur les statues de pierre, pour créer la Sorcière Blanche.